# Joetta Clark
Pour les articles homonymes, voir Clark et Diggs (homonymie).
Joetta Clark-Diggs (née le 1er août 1962 à East Orange) est une athlète américaine spécialiste du 800 mètres. 
Elle est la mère de Talitha Diggs, la sœur de Hazel Clark et la belle-sœur de Jearl Miles-Clark.

## Biographie
Joetta Clark remporte sur la distance du 800 m douze titres de championne des États-Unis : cinq sur piste extérieure en 1988, 1989, 1992, 1993 et 1994, et sept en salle de 1987 à 1989, en 1990, et de 1996 à 1998. Elle participe à quatre Jeux olympiques consécutifs de 1988 à 2000 et obtient son meilleur résultat en 1992 avec une septième place. Deuxième de la Coupe du monde des nations de 1992, derrière la Mozambicaine Maria Mutola, l'Américaine obtient deux médailles de bronze lors des Championnats du monde en salle de 1993 et de 1997.
Elle est élue au Temple de la renommée de l'athlétisme des États-Unis en 2009.

### Palmarès
| Date | Compétition                    | Lieu         | Résultat | Épreuve |
| ---- | ------------------------------ | ------------ | -------- | ------- |
| 1985 | Coupe du monde des nations     | Canberra     | 5e       | 800 m   |
| 1987 | Championnats du monde en salle | Indianapolis | 7e       | 800 m   |
| 1992 | Jeux olympiques                | Barcelone    | 7e       | 800 m   |
| 1992 | Coupe du monde des nations     | La Havane    | 2e       | 800 m   |
| 1993 | Championnats du monde en salle | Toronto      | 3e       | 800 m   |
| 1997 | Championnats du monde en salle | Paris        | 3e       | 800 m   |
| 1997 | Championnats du monde          | Athènes      | 7e       | 800 m   |
| 1998 | Goodwill Games                 | Uniondale    | 3e       | 800 m   |

### Records
| Épreuve          | Performance   | Lieu   | Date        |
| ---------------- | ------------- | ------ | ----------- |
| 800 m            | 1 min 57 s 84 | Monaco | 8 août 1998 |
| 800 m (en salle) | 1 min 59 s 82 | Paris  | 9 mars 1997 |